# Vehicle to Home
Vehicle-to-Home (V2H) är en teknik där ett elfordon, vanligtvis en elbil, används som ett energilager för att förse ett hushåll med elektricitet. Tekniken möjliggör dubbelriktad laddning, där elbilens batteri inte bara laddas från hemmet utan även kan leverera ström tillbaka till husets elsystem. V2H betraktas som en del av den bredare utvecklingen inom smart grid och distribuerad energilagring.

## Funktion
I ett V2H-system är elbilen ansluten till en så kallad bidirectional charger (dubbelriktad laddare), vilket tillåter både laddning av batteriet och urladdning tillbaka till hemmet. Tekniken kräver att både bilen och laddaren har stöd för V2H-protokoll, vanligtvis via CHAdeMO eller ISO 15118-standarden.
När bilen är ansluten kan den användas för att:
- Förse hushållet med el vid strömavbrott
- Minska elinköp under dyra pristimmar genom att använda batterilagrad energi
- Öka självförsörjningsgraden tillsammans med solceller
- Fungera som reservkraft

Ett typiskt elbilsbatteri har en kapacitet på 40–100 kWh, vilket är betydligt mer än ett vanligt hemmabatteri på 5–20 kWh, och kan därmed driva ett genomsnittligt hushåll i flera dagar vid nödfall.

## Skillnad mot Vehicle-to-Grid
Vehicle-to-Grid (V2G) innebär att el skickas tillbaka från bilen till det publika elnätet, medan V2H avser lokal användning i det egna hushållet. Båda teknikerna bygger på samma grundprincip – dubbelriktad kraftöverföring – men har olika syften: V2G är i huvudsak en stödtjänst till nätet, medan V2H är ett sätt att förbättra hushållets energiresiliens.

## Användning i Sverige
V2H är fortfarande under utveckling i Sverige men väcker intresse i takt med att elbilar blir vanligare. Tekniken kan bli särskilt relevant i kombination med solcellsinstallationer och dynamiska elpriser. Svenska pilotprojekt pågår, ofta i samarbete med elnätsbolag, bilföretag och forskningsinstitut. Energimyndigheten har finansierat studier kring användning av elbilar som reservkraft.

## Fördelar
- Använder redan befintligt batteri – minskat behov av separat hemmabatteri
- Högre kapacitet än typiska hushållsbatterier
- Kan öka värdet av elbilens batteri genom ökad användning
- Potentiellt lägre elkostnader genom optimering mot timpris

## Utmaningar
- Begränsat antal bilar och laddare med stöd för V2H (2025)
- Regulatoriska oklarheter kring bidirektionell energianvändning
- Ökad belastning på bilens batteri kan påverka livslängd
- Hög kostnad för V2H-laddare jämfört med konventionella laddboxar